# رابرت هورتون
رابرت هورتون (انگلیسی: Robert Horton) کارآفرین و بازرگان اهل بریتانیا بود.